# Shield AI
Shield AI – amerykańska firma zajmująca się technologiami lotniczymi i obronnymi z siedzibą w San Diego w Kalifornii. Zajmuje się rozwojem pilotów myśliwców, dronów i technologii do operacji obronnych wykorzystujących sztuczną inteligencję. Do jej klientów zalicza się Dowództwo Operacji Specjalnych Stanów Zjednoczonych, Siły Powietrzne Stanów Zjednoczonych, Korpus Piechoty Morskiej Stanów Zjednoczonych, Marynarka Wojenna Stanów Zjednoczonych.
Opracowany przez firmę system małych bezzałogowych statków powietrznych (sUAS) Nova stał się pierwszym w historii armii USA dronem napędzanym sztuczną inteligencją zastosowanym do celów obronnych.

## Historia
Shield AI został założony w 2015 jako start-up zajmujący się technologiami obronnymi i sztuczną inteligencją przez: Brandona Tsenga, jego brata Ryana Tsenga i Andrew Reitera w San Diego w Kalifornii. Według Davida Ignatiusa, dziennikarza The Washington Post, były żołnierz Navy SEALs Brandon Tseng wpadł na pomysł start-upu podczas walki w Afganistanie. W czasie jednej z misji jego jednostka poniosła straty w prowincji Oruzgan w wyniku słabego rozpoznania wrogiego budynku. Założyciele rozpoczęli działalność z funduszem zalążkowym 100 000 dolarów zebranym od przyjaciół i rodziny. W 2015 roku rozpoczęli budowę prototypu swojego flagowego drona Nova.
W 2016 firma Shield AI otrzymała, od Jednostki Innowacji Obronnych (DIU) Departamentu Obrony Stanów Zjednoczonych, pierwszy kontrakt, na podstawie którego Nova została po raz pierwszy, w 2018, wysłana do celów rozpoznania i pomocy bojowej na Bliskim Wschodzie.
W 2021 firma otrzymała od Sił Powietrznych Stanów Zjednoczonych kontrakt o wartości 7,2 mln dolarów na systemy małych bezzałogowych statków powietrznych (sUAS). Shield AI otrzymywał fundusze od firm venture capital: Andreessen Horowitz, Breyer Capital. Silicon Valley Bank.
W 2022 Shield AI otrzymała kolejny kontrakt od Sił Powietrznych Stanów Zjednoczonych o wartości 60 milionów dolarów.
W 2022 Shield AI otworzyła biuro w Zjednoczonych Emiratach Arabskich. Szósta Flota Stanów Zjednoczonych, w 2022, w Bahrajnie zademonstrowała możliwości bezzałogowego sprzętu powietrznego i sztucznej inteligencji.
W październiku 2023 ogłoszono, że Shield AI pozyskał kolejne 200 milionów dolarów. Na ten moment oszacowano, że Shield AI jest wyceniany na 2,7 miliarda dolarów.
4 marca 2025 rząd chiński umieścił Shield AI na liście podmiotów niepewnych.

## Technologia
Shield AI wykorzystuje uczenie maszynowe i sztuczną inteligencję do tworzenia oprogramowania i narzędzi obronnych. W 2015 Shield AI opracowała autonomicznego drona typu quadcopter Nova, oraz autonomicznego pilota Hivemind.
W 2021 firma wypuściła kolejny wariant autonomicznego drona Nova 2, który może nawigować w środowiskach niezależnych od GPS. Wykorzystywany w wojskowych misjach bojowych, dron może wejść do wrogiego budynku i wysłać swoje zdjęcia oraz mapy do oddziału żołnierzy, aby pomóc im lepiej się po nim poruszać. Nova i Hivemind są używane przez Dowództwo Operacji Specjalnych Stanów Zjednoczonych do operacji rozpoznawczych i bojowych.
Shield AI opracowuje napędzany sztuczną inteligencją samolot do pionowego startu i lądowania VTOL o nazwie V-BAT. W 2022 Brazylia zamówiła partię V-BAT dla swojej jednostki obronnej. Shield AI opracowała także funkcję roju dronów o nazwie V-BAT Teams, która umożliwia jednemu operatorowi dowodzenie co najmniej czterema dronami V-BAT.